# ستيف بونو
ستيف بونو (بالإنجليزية: Steve Bono)‏ هو لاعب كرة قدم أمريكية أمريكي، ولد في 11 مايو 1962 في نوريستاون ‏ في الولايات المتحدة.

## وصلات خارجية
- ستيف بونو على موقع مرجع كرة القدم المحترفة.كوم (الإنجليزية)